# Broc (cognom romà)
Broc (en llatí: Brocchus) era un cognom romà dut per diverses gens, derivat del fet de tenir les dents prominents o cap a fora. Fou portat per membres de la gens Fúria i de la gens Annea. Alguns personatges amb aquest cognom van ser:
- Tit Furi Broc, oncle de Quint Ligari.[3]
- Gneu Furi Broc, va ser trobat en adulteri i severament castigat.[4]
- Gai Anneu Broc, senador romà que va ser expropiat per Símmac (Symmacus) un dels venerii, nova classe de publicani instituïda per Verres.[5]
- Armeni Broc, procònsol en temps de Domicià.[6]